# Monts Bradshaw
Les monts Bradshaw (en anglais : Bradshaw Mountains ; en yavapai Wi-kañacha, littéralement « chaîne de roches brutes et noires ») sont une chaîne de montagnes dans le centre de l'Arizona, aux États-Unis, nommée en l'honneur des frères Isaac et William D. Bradshaw après leur mort, anciennement connue en anglais sous le nom de chaînon Silver Mountain.

## Géographie

### Situation

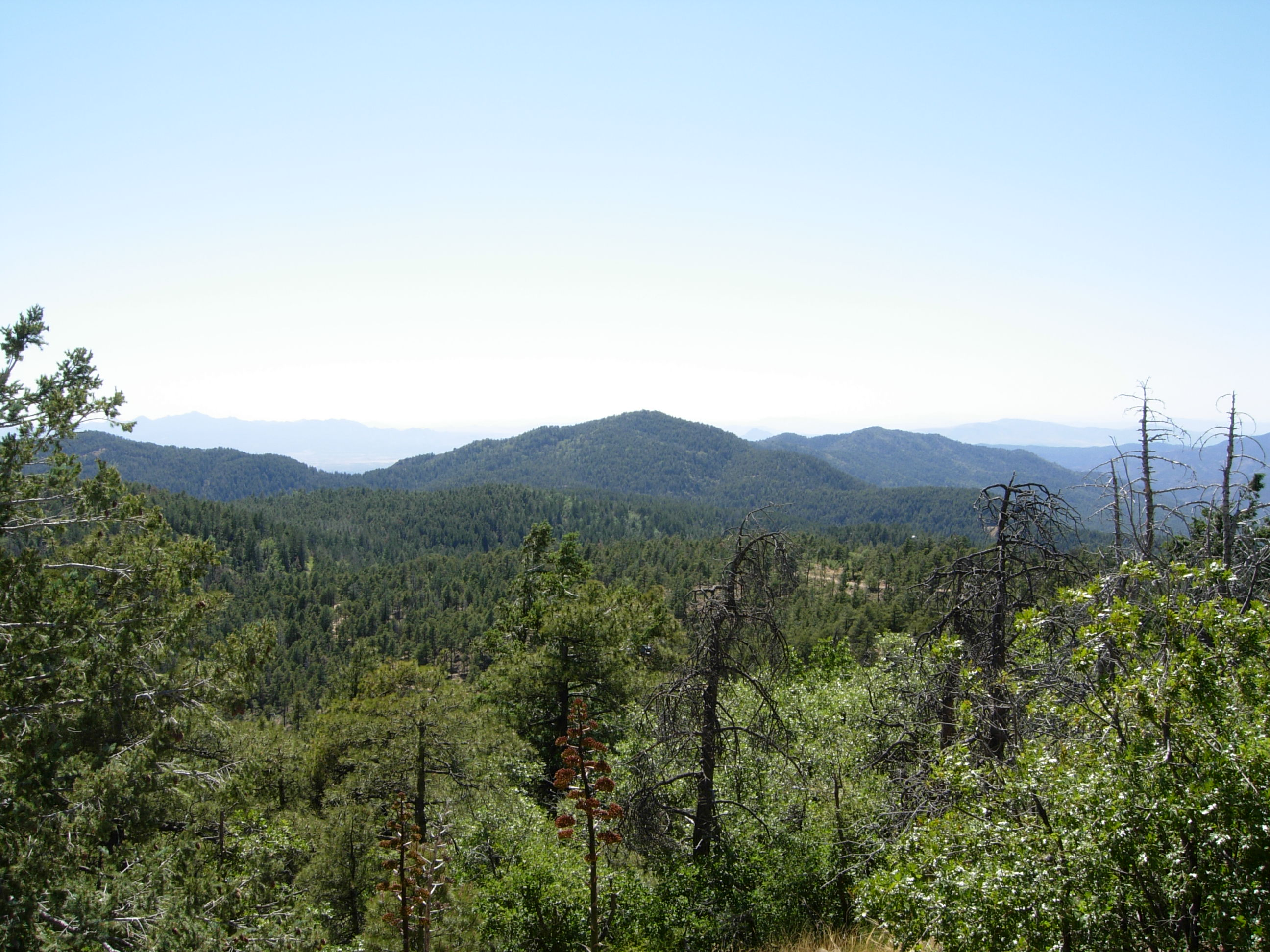
Vue depuis le mont Union.

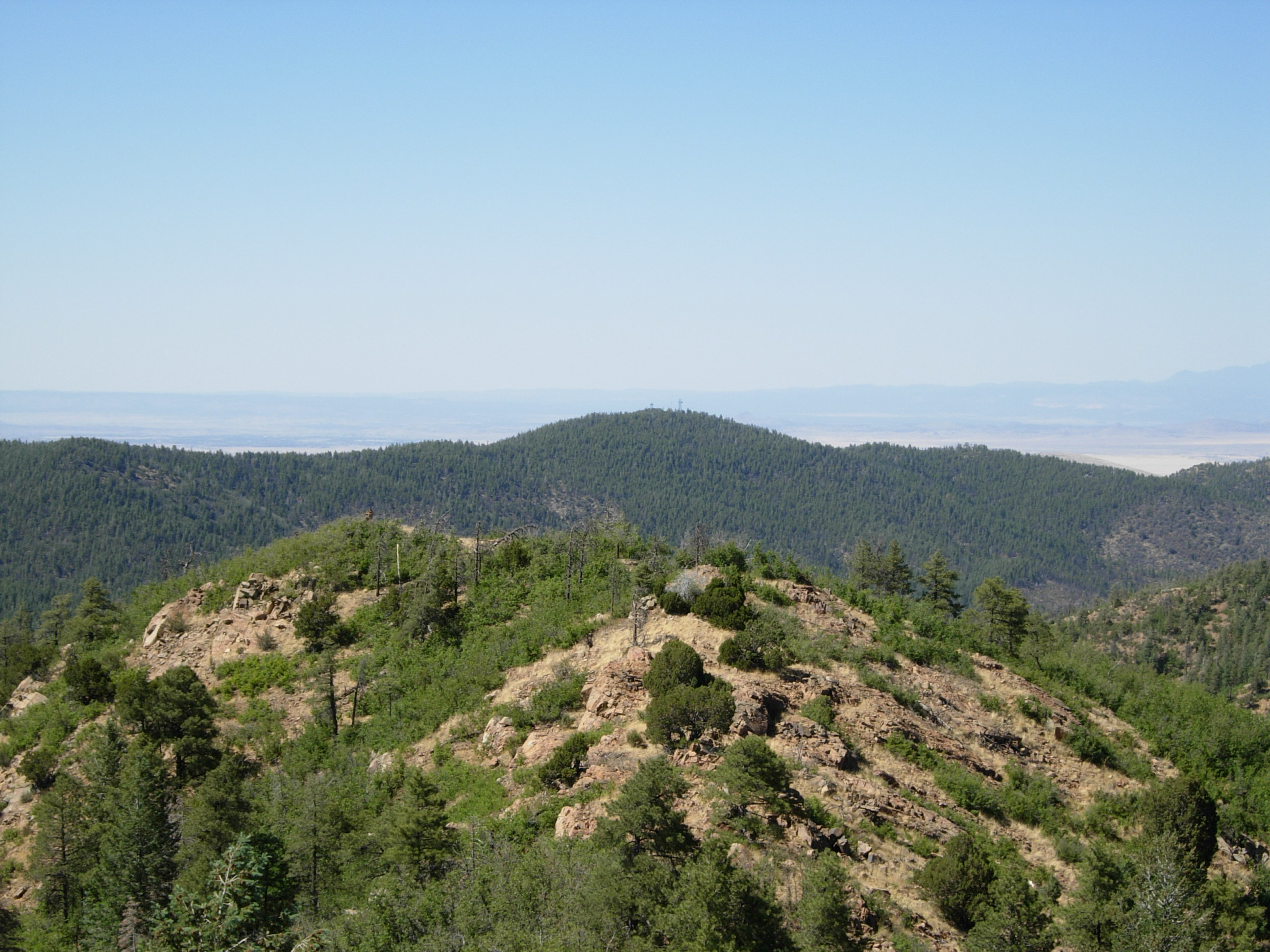
Spruce Mountain vue derrière le mont Davis, depuis le sommet du mont Union.

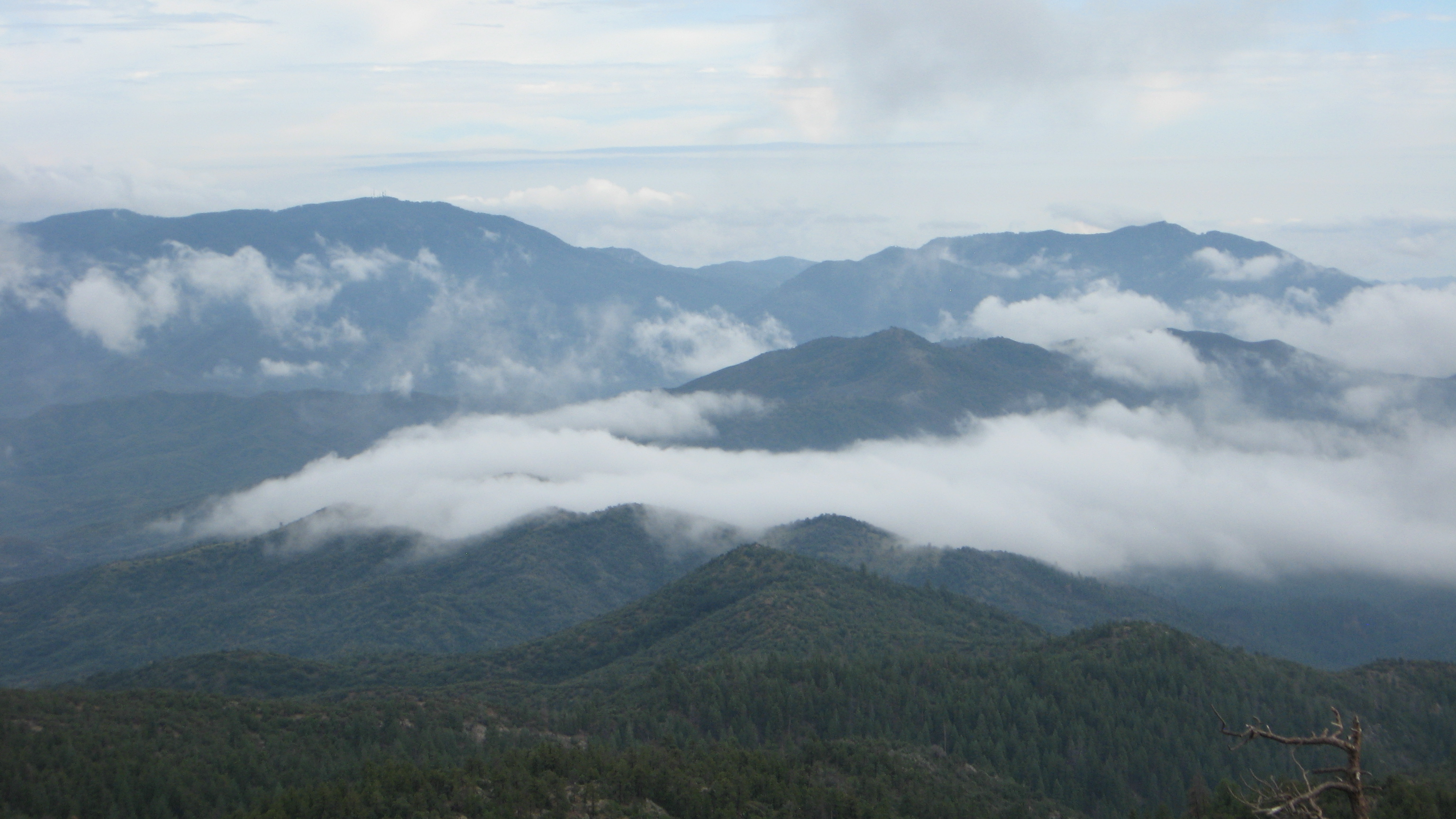
Vue vers le sud depuis le sommet du mont Union.

Situé à environ 8 km au sud de Prescott, entre la rivière Agua Fria à l'est et la rivière Hassayampa à l'ouest, le massif s'étend sur 64 km de long et 40 km de large.

### Sommets
- Mont Union, nommé pendant la Guerre civile, point culminant à 2 432 m.
- Mont Davis, au deuxième rang 2 407 m, du nom de Jefferson Davis.
- Mont Tritle, 2 375 m, du nom de Frederick Augustus Tritle, gouverneur du territoire de l'Arizona (1882-1885).
- Spruce Mountain, 2 346 m, nommée à tort pour ses sapins de Douglas pris pour des épicéas.
- Towers Mountain, 2 325 m.
- Maverick Mountain, 2 269 m.
- Mont Wasson, 1 429 m.

### Hydrographie
Plusieurs ruisseaux ont été endigués pour former des réservoirs, y compris le lac Lynx, le lac Goldwater, le lac Marapai, le lac Hassayampa, le lac Horsethief et le réservoir Cedar.

### Géologie
Les monts Bradshaw se composent principalement de granite précambrien, de gneiss et de schiste. 

### Faune et flore
Les biotopes des Bradshaws s'étendent du chaparral et de la forêt intérieure de conifères et montagnards, aux plaines et prairies désertiques, en passant par les broussailles du désert de Sonoran. On y trouve de nombreuses espèces d'arbres, dont Pinus monophylla, Juniperus deppeana, le pin ponderosa, l'épinette bleue, le peuplier faux-tremble, le sapin du Colorado et le douglas. Il y a aussi beaucoup d'animaux sauvages, notamment le pécari à collier, le puma, le lynx roux, l'ours noir, le cerf mulet, le porc-épic, le renard, la mouffette, l'écureuil des rochers, le dindon sauvage, de nombreuses espèces de reptiles et d'amphibiens.

## Histoire

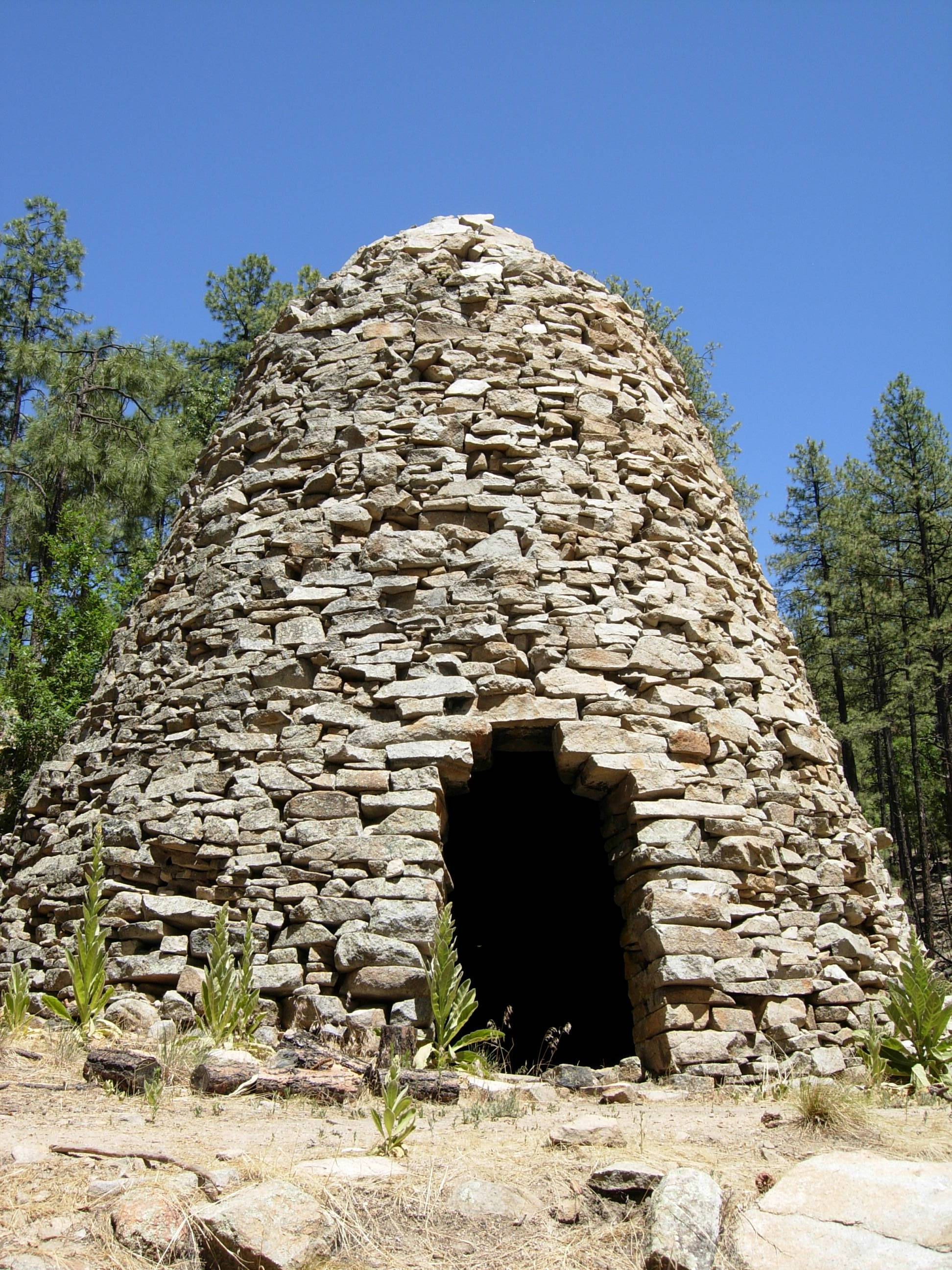
Un vieux four à charbon, près de Walker.

Les premiers peuplements connus des Bradshaws furent un groupe de Yavapais, appelé Kwevkapaya, qui construisit des forts et exploita le cuivre entre 1100 et 1600. Les Apaches occupèrent la région vers 1800 pour éloigner les colons blancs. Mais, en 1863, une équipe dirigée par William Bradshaw arriva dans la région, suivie de l'équipe Walker. En 1864, un groupe de cinq colons blancs est attaqué par les Apaches à Battle Flat. Un des colons alla chercher de l'aide mais, à son retour, les Apaches étaient partis. L'équipe Walker trouva de l'or pour la première fois dans les Bradshaws en 1863 et plus de 2 000 000 $ ont été extraits de la seule mine Crown King. En quelques années, les Bradshaws se remplissaient de colons à la recherche d'or, d'argent et de cuivre.
Au début du XXe siècle, la plupart des villes n'étaient guère plus que des villes fantômes. On en recense plus de 40 dans les monts Bradshaw, dont Crown King, Bumble Bee, Goodwin, Bradshaw City, Alexandra et Cleator.

## Protection environnementale
Une grande partie des montagnes Bradshaw se trouvent sur les terres de la forêt nationale de Prescott. Les autres parcs comprennent la zone récréative du bassin Horsethief, la zone récréative du lac Lynx et la réserve faunique du ruisseau Castle.